# John Stuart Mill
John Stuart Mill (Londres, 20 de maio de 1806 – Avignon, 8 de maio de 1873) foi um filósofo, lógico e economista britânico. É considerado por muitos como o filósofo de língua inglesa mais influente do século XIX.
É conhecido principalmente pelos seus trabalhos nos campos da filosofia política, ética, economia política e lógica, além de influenciar inúmeros pensadores e áreas do conhecimento. Defendeu o utilitarismo, a teoria ética proposta inicialmente por seu padrinho, Jeremy Bentham. Além disso, é um dos mais proeminentes e reconhecidos defensores do liberalismo político e do Liberalismo social, sendo seus livros fontes de discussão e inspiração sobre as liberdades individuais ainda nos tempos atuais.
Mill chegou a ser membro do Parlamento Britânico, eleito em 1865, tendo defendido principalmente os direitos das mulheres, chegando a apresentar uma petição para estender o sufrágio às mulheres.

## Biografia
John Stuart Mill nasceu na casa do seu pai em Pentonville, Londres, sendo o primeiro filho do filósofo escocês radicado na Inglaterra James Mill. John foi educado pelo pai, com a assistência de Jeremy Bentham e Francis Place. Foi-lhe dada uma educação rigorosa e foi deliberadamente escudado de rapazes da mesma idade. O seu pai, um seguidor de Bentham e um aderente ao associativismo, tinha como objetivo explícito criar um gênio intelectual que iria assegurar a causa do utilitarismo e a sua implementação após a morte dele e de Bentham. James Mill concordava com a visão de John Locke a respeito da mente humana como uma folha em branco (tábula rasa) para o registro das experiências e por isso prometeu estabelecer quais experiências preencheriam a mente de seu filho empreendendo um rigoroso programa de aulas particulares.
Seus feitos em criança eram excepcionais; com a idade de três anos foi-lhe ensinado o alfabeto grego e longas listas de palavras gregas com os seus equivalentes em inglês. Com a idade de oito anos tinha lido as fábulas de Esopo, a Anabasis de Xenofonte, toda a obra de Heródoto, e tinha conhecimento de Lúcio, Diógenes Laércio, Isócrates e seis diálogos de Platão (ver a sua autobiografia). Também tinha lido muito sobre a história da Inglaterra.
Um registro contemporâneo dos estudos de Mill dos oito aos treze anos de idade foi publicado por Bain, que sugere que a autobiografia está longe de exagerar o volume de trabalhos. Com a idade de oito começou com o latim, Euclides e álgebra e foi nomeado tutor dos membros mais jovens da família. As suas principais leituras eram ainda em história, mas ele leu também os autores em latim e grego lidos normalmente nas escolas e universidades do seu tempo. Com dezoito anos, descreveu a si mesmo como uma "máquina lógica" e, aos 21, sofreu uma depressão profunda. Ele levou muitos anos para recuperar a autoestima.
A obra de seu pai, História da Índia, foi publicada em 1818, após a qual, com a idade de doze anos, John iniciou um estudo intenso de lógica, lendo os tratados de lógica de Aristóteles no original. Nos anos seguintes foi introduzido na economia política e estudou Adam Smith e David Ricardo com o seu pai — tendo acabado por completar a teoria econômica dos fatores de produção destes.
Mill trabalhou na Companhia Inglesa das Índias Orientais, lidando com a correspondência rotineira referente à atuação do governo inglês na Índia. Aos 25 anos, apaixonou-se por Harriet Taylor, uma mulher linda e inteligente, porém casada, que veio exercer grande influência no trabalho de Mill. Cerca de vinte anos depois, quando seu marido faleceu, Harriet Taylor se casou com John Stuart Mill. Ele se referia a ela como "dádiva-mor da minha existência" e ficou inconsolável quando ela morreu sete anos depois.
Um dos pontos altos da vida de Mill foi sua atuação como Membro do Parlamento Inglês entre 1865 e 1868. Concorreu pelo Partido Liberal por Westminster, em uma eleição muito improvável, que, porém, acabou vencendo. Entre os feitos que mais se orgulhava em seu mandato, como conta em sua Autobiografia, estavam justamente a defesa do sufrágio feminino; a defesa da classe trabalhadora - tendo ele inclusive assumido o lado de manifestantes contra a brutalidade policial em uma ocasião; ter liderado com sucesso a oposição contra a tentativa do governo conservador de acabar com as manifestações em parques; ter defendido interesses dos irlandeses; ter defendido no Parlamento por todo o seu mandato a condenação da autoridade britânica responsável pela Jamaica pela resposta violenta a um protesto de jamaicanos; ter conseguido com sucesso, junto a outros do seu partido, impedir uma lei de extradição de refugiados políticos; e ter trabalhado por uma lei anticorrupção na esfera pública. Destaca-se ainda em seu período como parlamentar o seu discurso em defesa da pena de morte para casos de assassinato em meio ao debate de uma emenda, trazida pelos seus companheiros do Partido Liberal, que tentava abolir a pena de morte para todos os casos. Mill argumentou na ocasião em defesa da pena de morte para os casos de assassinato na justificativa do poder de dissuasão da pena de levar os demais a não cometer o mesmo crime. Pelo seu apoio a um outro candidato ateu e ao seu posicionamento sobre o incidente jamaicano, Mill não conseguiu a reeleição em 1868.
Mill ficou horrorizado com o fato de as mulheres serem privadas dos direitos financeiros ou das propriedades e comparou a saga feminina à de outros grupos de desprovidos. Condenava a ideia da submissão sexual da esposa ao desejo do marido, contra a própria vontade, e a proibição do divórcio com base na incompatibilidade de gênios. Sua concepção de casamento era baseada na parceria entre pessoas com os mesmos direitos, e não na relação mestre-escravo. Tal concepção de casamento é atestada por seu próprio casamento com Harriet Taylor, escrevendo pouco tempo antes uma declaração em que critica fortemente a lei do casamento e garante a Taylor total liberdade de ação e sobre seus próprios pertences.
Devido aos seus trabalhos abordando diversos tópicos, John Stuart Mill tornou-se contribuinte influente no que logo se transformou formalmente na nova ciência da psicologia. Ele combatia a visão mecanicista de seu pai, James Mill, ou seja, a visão da mente passiva que reage mediante o estímulo externo. Para John Stuart Mill, a mente exercia um papel ativo na associação de ideias.
Stuart Mill desenvolveu, em seu livro A System of Logic, os cinco métodos de indução que viriam a ser conhecidos como Os Métodos de Mill.

## Vida de John Stuart Mill
- 1806: em 20 de maio nasce John Stuart Mill, em Londres; filho do também filósofo e economista James Mill, casado um ano antes, Stuart Mill surge numa época economicamente conturbada para a família Mill: o pai provinha de uma família humilde da Escócia e a mãe, ainda bastante jovem, era igualmente de condição modesta; é Sir John Stuart Fettercairn que virá a apadrinhar Stuart Mill, tal como já fizera com o pai, financiando parte dos seus estudos até 1819, ano em que James é nomeado para o Ministério das Índias Orientais com a posição de assistente;
- 1809: com apenas três anos de idade, o pequeno Mill começa a aprender grego; o pai é que instrui Mill, rejeitando o ensino institucional e apostando tudo na tentativa de criar um gênio intelectual, capaz de defender o utilitarismo do tio, Bentham; as obras que Stuart leu em tenra idade são imensas; dos oito aos doze anos Stuart lia grego e latim no original;
- 1818: James Mill publica História das Índias Britânicas, edição que lhe vale a nomeação, primeiro, para assistente e, depois, para Examinador da correspondência política com o estrangeiro; esta data marca a melhoria das condições de vida da família;
- 1820: Stuart Mill abandona a Grã-Bretanha e viaja até ao sul da França; fica hospedado na casa de Samuel Bentham, general e irmão do filósofo Jeremy Bentham um dos fundadores da teoria utilitarista; acompanha estudos de lógica, metafísica, química, matemática e zoologia na Universidade de Montpellier; estes dias foram por ele considerados os mais felizes da sua vida;
- 1822: regressando a Inglaterra lê o Tratado de Legislação de Jeremy Bentham; este livro será fundamental na sua formação enquanto filósofo, quer como continuador que foi, quer como reformador do utilitarismo que tentou ser; o mundo deveria ser convertido num lugar melhor, ditame que Stuart Mill vê como impulsionador de uma moral da felicidade, na esteira dos gregos, com certeza, mas reformulada pelos insights, que considerava geniais, de J. Bentham; entretanto, funda a Sociedade Utilitarista, a qual viveria apenas alguns anos;
- 1825: substituição da Sociedade Utilitarista pela Sociedade em Debate (Debating Society); Mill, aberto a novas influências, diverge significativamente das ideias de seu pai e do seu tio, publicando vários artigos em revistas como a Westminster Review; a Sociedade em Debate é um reflexo dessa abertura e dessa nova sensibilidade eclética;
- 1826: crise e depressão abatem o físico, a psique e a moral de Mill; as razões plausíveis são o trabalho extenuante, as divergências familiares, sobretudo com o seu pai, e uma certa insatisfação ou frustração intelectual;
- 1830: conhece Harriet Taylor, casada e mãe de dois filhos; Harriet seria a sua grande paixão e o seu grande amor, influenciando-o sobremaneira, mesmo no concernente à sua filosofia;
- 1831: começa a corresponder-se com Thomas Carlyle; esta correspondência foi fundamental na redefinição da linha que Mill seguirá, em confronto com Bentham; Stuart Mill procura agora um encontro profícuo com a velha filosofia helênica, aquela que ele primeiro conhecera há mais de vinte anos atrás;
- 1834: é nomeado Diretor da Westminster Review; a sua filosofia é agora claramente divergente da de Bentham;
- 1835: o seu pai, James Mill, declina ameaçado por um cancro pulmonar, vindo a morrer em 23 de Junho de 1836;
- 1840: por esta altura lê Tocqueville e Comte; a influência da chamada filosofia positiva faz-se sentir e o pragmatismo revela-se-lhe fundamental, ainda mais do que antes; a Democracia e a maioria são conceitos que lhe serão muito caros; o reformismo social marcará, a partir de agora, a sua filosofia e a sua atuação;
- 1841: inicia-se a correspondência com Augusto Comte, a qual se manterá até ao ano de 1847;
- 1843: é publicado o Sistema de Lógica Dedutiva, considerada uma das obras mais relevantes de Mill;
- 1848: são publicados os Princípios de Economia Política, obra muito importante para compreender algumas das mais importantes influências sobre o espírito de Mill, bem como o seu percurso intelectual, agora com laivos de 'Socialismo';
- 1851: Mill casa-se com Harriet Taylor, um dos espíritos que muito influenciou o seu pensamento, incluindo as obras editadas antes do casamento, direccionando o utilitarismo do filósofo no sentido do Socialismo, ou se quisermos, da acção social;
- 1854: entre 1854 e 1860 Mill escreve aquela que é, provavelmente, a sua obra mais conhecida e com mais repercussões, Utilitarismo;
- 1858: morre Harriet ficando Mill, agora reformado após a extinção da Companhia das Índias, com Helen Taylor, filha de Harriet com o marido anterior, a viver em Avinhão junto ao cemitério onde foi sepultada a sua esposa;
- 1859: é publicado o livro A Liberdade;
- 1861: são publicadas as obras Utilitarismo (nas edições da Frazer's Magazine de Outubro, Novembro e Dezembro) e O Governo Representativo; o Utilitarismo foi muito lido e comentado, quer favorável quer antagonicamente, e granjeou-lhe renome e publicidade na sociedade da época; entretanto escreve o Sujeição das Mulheres em coautoria com a filósofa e amiga Harriet Taylor;
- 1865: toma assento na Câmara dos Comuns, eleito por Westminster como candidato radical, defendendo causas como o sufrágio feminino e o reconhecimento da igualdade das mulheres na vida pública;
- 1868: a Câmara dos Comuns é dissolvida e Mill perde o lugar não voltando a ser eleito, no entanto ganha a Câmara de Avinhão;
- 1869: é publicado o Sujeição das Mulheres; no domínio da intervenção pública defende uma reforma da propriedade rural em todo o Reino Unido, bem como uma lei agrária mais justa para os agricultores Irlandeses, reivindicação que as populações agrícolas daquele território manterão até ao próximo século;
- 1873: J. S. Mill morre em Avinhão de erisipela infecciosa em 8 de maio; repousa no mesmo túmulo da sua esposa, Harriet Taylor no Cimetiere de St. Véran, Avinhão, Provença-Alpes-Costa Azul na França.[6]

## Obra
Stuart Mill escreveu inúmeras obras ao longo da sua vida. Destacam-se aqui apenas algumas que são consideradas mais marcantes:
- Sistema de Lógica Dedutiva (1843);
- Princípios de Economia Política (1848);
- A Liberdade (1859);
- Utilitarismo (1861);
- O Governo Representativo (1861);
- Sujeição das mulheres (1869).

### Princípios da Economia Política

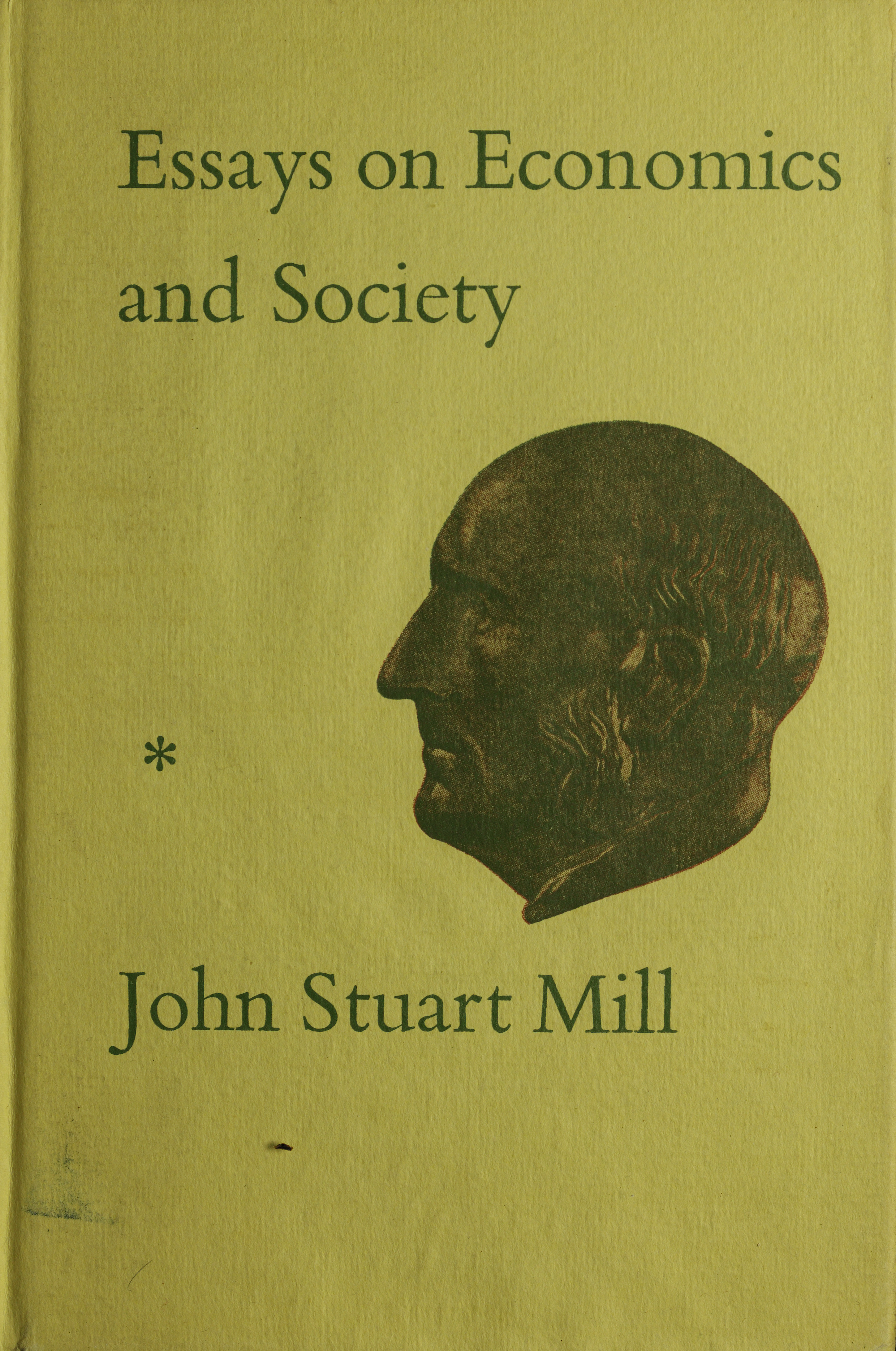
Essays on economics and society, 1967

Escrito em 1848, foi um dos compêndios econômicos ou políticos mais importantes da metade do século XIX. Há uma consolidação do pensamento econômico clássico — todas as escolas estão nele presentes: Adam Smith, David Ricardo, Say, Fisiocracia, Mercantilismo, etc.
No primeiro livro, intitulado Produção, Mill explora a natureza da produção, começando com o trabalho e sua relação com a natureza. Mill afirma que “os requisitos da produção são dois: trabalho e objetos naturais apropriados”. Por objetos naturais apropriados se entendem o capital, a terra e os meios de produção. Mill afirma mais adiante que “o trabalho no mundo físico é, portanto, sempre e somente empregado para colocar os objetos em movimento; as propriedades da matéria, as leis da Natureza, fazem o restante”. Essa visão do trabalho como deslocador de objetos físicos é importante, pois destaca o fato de que os objetos físicos não são capazes de variabilidade por si só; o que estabelece a variabilidade é o trabalho humano. Assim, o fator trabalho receberia o equivalente à sua contribuição — o salário — e o fator capital o equivalente ao seu lucro. Referindo-se à renda da terra, Mill afirma que “a renda (…) é o preço pago pelo uso de um agente natural apropriado. Esse agente natural é certamente indispensável como qualquer outro implemento; mas ter de pagar um preço por ele não o é.” Ainda que Mill não compartilhe da ideia de “contribuição de fatores”, sua visão universalista do processo de produção provoca confusão. Por exemplo, a noção que tem de capital (meio de produção) não se aplicaria somente a uma economia de trabalho assalariado voltada para a obtenção do valor excedente (a organização econômica que prevalece nos últimos duzentos anos), mas a qualquer organização econômica. Em suas próprias rugas: “supus que os trabalhadores sempre subsistem a partir do capital; e este é um fato óbvio, ainda que o capital não seja necessariamente fornecido por uma pessoa denominada capitalista”. Assim, toda e qualquer sociedade teria um fundo de capital que possibilita as condições de produção, ou de reprodução, em períodos posteriores. Nesse sentido, todas as pessoas seriam capitalistas. Há simplesmente grandes e pequenos capitalistas.
No livro segundo, denominado Distribuição, Mill diz que esta é uma questão das instituições humanas somente. Diz ele que “A distribuição da riqueza, portanto, depende das leis e costumes da sociedade. As regras pelas quais ela é determinada são feitas pelas opiniões e sentimentos que as partes dirigentes estabelecem e são muito diferentes em épocas e países diversos; e poderia ser ainda mais diferente se a Humanidade assim escolhesse”. O terceiro livro trata da troca e a lógica pela qual Mill percebe o mundo econômico é a seguinte: a riqueza é produzida segundo leis naturais; a seguir, ela é distribuída segundo leis convencionadas; finalmente, é trocada, também segundo leis convencionadas e consistentes com as leis da distribuição. A troca se dá no mercado; os bens são trocados por valores equivalentes. Daí a questão do valor ser básica para a compreensão do processo de troca. Já o quarto trata da influência do progresso da sociedade sobre a produção e a distribuição, aonde, para Mill, a impossibilidade de se evitar, em última instância, o que ele denominou de estado estacionário, não deveria ser vista com pessimismo. O estado estacionário seria, por definição, o da Economia que se reproduz sem ampliação. Segundo Mill, isso poderia ser bom, pois seria consistente como “o melhor estado para a natureza humana,(…) no qual embora ninguém seja pobre, ninguém deseja ficar mais rico, nem tem razões em temer ser passado para trás, em virtude do esforço de outros para ir em frente”. Por fim, a influência do governo é tratado no livro cinco. Simplificando a posição de Mill, podemos dizer que a interferência do governo tem aspectos bons e aspectos ruins; portanto, a interferência deve ocorrer de forma a maximizar os aspectos bons e a minimizar os aspectos ruins. Um critério fundamental de “bom” e “ruim” é o efeito sobre a “liberdade do indivíduo”; se esta é restringida, é ruim; se ampliada, é bom. Ele era crítico da concentração de renda sem o devido trabalho.

### Ensaio sobre a liberdade
Nessa obra Mill se refere à natureza e aos limites do poder que pode ser exercido legitimamente pela sociedade sobre o indivíduo. Mill desenvolve com maior precisão do que qualquer filósofo anterior o princípio do dano. O princípio do dano assegura que cada indivíduo tem o direito de agir como quiser, desde que suas ações não prejudiquem as outras pessoas. Se a ação afeta diretamente apenas a pessoa que a está realizando, então a sociedade não tem o direito de intervir, mesmo que se tenha a sensação de que o indivíduo esteja se prejudicando. Parafraseando Mill, “sobre si mesmo, sobre seu próprio corpo e mente, o indivíduo é soberano”. Mill argumenta, entretanto, que os indivíduos são prevenidos de fazer algo ruim para eles mesmos ou sua propriedade pelo mesmo princípio do dano, pois ninguém vive isolado e, feito dano a si mesmo, os outros serão, também, prejudicados. Ele isenta desse princípio aqueles que são incapazes de se autogovernar, como as crianças pequenas ou aqueles que vivem em sociedades retrógradas.
Stuart Mill diz que o despotismo é uma forma de governo aceitável em sociedades que são “atrasadas”, porque nelas se observam barreiras para o progresso espontâneo. O déspota, porém, deve estar revestido de bons interesses.
Embora esse princípio pareça simples, há várias complicações. Por exemplo, Mill explicita que em “dano” podemos incluir atos de omissão ou de comissão. A questão sobre o que podemos considerar uma ação de autoestima e que ações, se de omissão ou comissão, constituem relações danosas sujeitas à regulação continua a exercitar os intérpretes desse filósofo.
N’A Liberdade, Mill trata, também, de defender a liberdade de expressão. Ele argumenta que a liberdade de discurso é uma condição necessária para o progresso intelectual e social. Diz ele que permitir que uma pessoa expresse publicamente uma opinião falsa é produtivo por dois motivos: primeiro, os indivíduos são propensos a abandonar crenças errôneas se eles se envolvem em uma discussão aberta de ideias; segundo, ao forçar os outros indivíduos a reexaminar e reafirmar suas crenças no processo do debate, estas são protegidas da depauperação em um mero dogma.
Sobre a liberdade social e a tirania da maioria, Mill acreditava que a luta entre Liberdade e Autoridade é uma das características mais salientes na história da humanidade. Para ele, a liberdade na antiguidade era uma “competição entre sujeitos — ou algumas classes de sujeitos — e o governo”. Mill definiu a liberdade social como uma proteção da “tirania dos governantes políticos”. Ele nos introduz a uma gama de tiranias, incluindo a tirania social e a tirania da maioria (noção extraída Da democracia na América de Alexis de Tocqueville).
Liberdade social se trata de impor limites ao governante, assim ele não seria capaz de usar seu poder para satisfazer suas próprias vontades e tomar decisões que podem causar dano à sociedade. Mill destaca as limitações como podendo ser exercidas de duas formas basicamente: as imunidades civis e por garantias institucionais. As imunidades políticas consistiam numa série de direitos e liberdades políticas conferidas aos cidadãos e as garantias institucionais seriam órgãos estatais que zelassem pelo povo, assim como limitasse algumas decisões do governante a aprovação popular.
Entretanto limitar o poder do governo não é o suficiente. “A sociedade pode executar e executa os próprios mandatos; e, se ela expede mandatos errôneos ao invés de certos, ou mandatos relativos a coisas nas quais não deve intrometer-se, pratica uma tirania social mais terrível que muitas outras formas de opressão política, desde que, embora não apoiada ordinariamente nas mesmas penalidades extremas que estas últimas, deixa, entretanto, menos meios de fuga que elas, penetrando muito mais profundamente nas particularidades da vida e escravizando a própria alma.”.

### Sujeição das mulheres
Escrito em 1869, neste livro Mill ataca o argumento que dizia que as mulheres são naturalmente piores do que os homens em certos aspectos e que, por isso, elas deviam ser desencorajadas e proibidas de realizarem certos atos. Ele diz que se não se sabe do que as mulheres são capazes, é porque os homens nunca as deixam tentar — e não se pode fazer uma afirmação autoritária sem evidências.
Cria que os homens da sua época não poderiam saber qual era a natureza da mulher porque ela estava empacotada na maneira em que fora criada — induzida a agir como se fosse fraca, emotiva e dócil. Sugeriu que um experimento deveria ser feito para que se descobrisse o que as mulheres podiam ou não fazer.
Ele ataca, também, as leis do casamento, que ele compara à escravização da mulher, “não restam escravos legais, com exceção das senhoras em cada casa”.
O trabalho de Mill é claramente utilitarista e ele argumenta usando três considerações: o bem maior imediato, o enriquecimento da sociedade e o desenvolvimento individual. Ele defende uma reforma na legislação do casamento, pois este é reduzido a um acordo comercial. Junto com outras propostas, apoia a mudança das leis de herança, que permitiriam às mulheres a manter suas próprias propriedades e trabalharem fora de casa, ganhando independência e estabilidade financeira.
Mill é um ferrenho defensor do sufrágio para mulheres. Segundo ele, elas representam metade da população e têm o direito de votar, já que as políticas públicas as afetam também.
O modo como Mill interpretou certos assuntos variou com o tempo, mas há uma forte coerência em sua abordagem sob o ponto de vista do utilitarismo e o bem da sociedade. Por exemplo, cria que nada deveria ser tachado como “errado” só porque assim parece ou porque ninguém o fez no passado. Ao considerarmos nossas políticas, dizia ele, nós devemos procurar a maior felicidade do maior número de pessoas.
Com relação ao progresso da sociedade, Mill advogava que o bem maior é entendido, num sentido muito amplo, como sendo a evolução moral e intelectual da sociedade. Dizia que sociedades diferentes se encontravam em diferentes estágios de desenvolvimento ou civilização e, por isso, soluções diferentes seriam requeridas para cada uma delas. O que importa é como nós as encorajaríamos a avançar mais. Nós podemos dizer o mesmo sobre individuais. Mill tem uma ideia bastante específica do progresso individual, (1) Empregando faculdades superiores, (2) desenvolvimento moral, as pessoas colocam o estreito interesse por trás delas.
Escreveu que nós somos independentes, capazes de mudança e de sermos racionais. Dizia que a liberdade individual é a melhor rota para o desenvolvimento moral. Conforme nós nos desenvolvemos, somos capazes de nos autogovernarmos, tomarmos nossas próprias decisões e não dependermos do que os outros nos dizem para fazer. Democracia, para Mill, era uma forma de liberdade individual — tanto para homens quanto para mulheres. Isso significa dizer que, desde que nós não causemos danos aos outros, nós deveríamos ser livres para expressar nossa natureza e experimentar com as nossas vidas. O governo representativo, na visão de Mill, é uma maneira útil para nos fazer pensar sobre o bem comum.

### Três ensaios sobre a religião
A crítica de Mill sobre as tradicionais doutrinas religiosas, as instituições e sua promoção da “religião da humanidade”, também dependia, em grande medida, sobre suas preocupações sobre a cultura humana e a educação. Embora os “filósofos radicais” de Bentham, Mill incluso, acreditavam que o cristianismo era uma superstição particularmente perniciosa que encorajou a indiferença ou hostilidade para a felicidade humana (a pedra angular da moralidade utilitarista), Mill também acreditava que a religião poderia servir às importantes necessidades éticas, fornecendo-nos "concepções ideais maiores e mais bonitas do que poderíamos ver concretizados na prosa da vida humana." (CW, X.419). Ao fazê-lo, a religião eleva nossos sentimentos, cultiva a simpatia com os outros e impregna até mesmo nossas atividades corriqueiras com um sentido de propósito.
A publicação póstuma Três Ensaios sobre Religião (1874), sobre a "Natureza", a "Utilidade da Religião" e o "Teísmo", criticou os tradicionais pontos de vista religiosos e formulou uma alternativa sobre a aparência da Religião da Humanidade. Junto com a crítica dos efeitos morais da religião — que ele compartilhou com os Benthamistas, Mill também criticou a preguiça intelectual que permitiu a crença em um Deus onipotente e benevolente. Cria, do mesmo modo que seu pai, que o mundo como nós conhecemos não poderia ter surgido de tal Deus, caso contrário não existiria o mal desenfreado que cerca a vida de cada um de nós. Dizia que ou o poder de Deus é limitado ou Ele não é todo benevolente.
Além de atacar os argumentos relativos à essência de Deus, Mill questiona com uma série de argumentos a Sua existência, incluindo argumentos a priori. Ele conclui, usando o argumento tradicional — derivado de Aristóteles — que as únicas provas legítimas de que Deus é um a posteriori e responsável provável da concepção do universo, são as características complexas do mundo, pouco prováveis de terem surgido ao acaso, portanto, deve ter havido um designer. Mill reconhece que Darwin, em 1859, possa ter fornecido uma explicação totalmente naturalista, mas ele acreditava que era muito cedo para julgar o sucesso de Darwin.
Inspirado por Comte, Mill considera uma alternativa à religião tradicional a Religião da Humanidade, na qual uma humanidade idealizada se torna um objeto de reverência e as características moralmente úteis da religião tradicional são supostamente purificadas e acentuadas. A humanidade se torna uma fonte de inspiração ao ser colocado imaginativamente dentro do drama da história humana, que tem um destino ou ponto, ou seja, a vitória do bem sobre o mal. Como Mill coloca, a história deveria ser vista como "o desdobramento de um grande épico ou ação dramática" que termina “na felicidade ou miséria, na elevação ou degradação da raça humana.” “É um conflito constante entre o bem e poderes do mal, dos quais cada ato feito por qualquer um de nós, insignificantes como somos, constitui um dos incidentes.” Quando começamos a nos ver como os participantes desse drama maniqueísta, combatendo ao lado de Sócrates, Newton e Jesus para assegurar a vitória final do bem sobre o mal, nos tornamos capazes de uma maior simpatia e um sentido enobrecido do significado de nossas próprias vidas. A Religião da Humanidade, assim, age como um instrumento da cultura humana.

## Obras traduzidas em língua portuguesa
- (1832) Sobre o Gênio - em meio digital por Maurício Francisco Schiehl
- (1843) Sistema de Lógica Dedutiva e Indutiva - Excertos foram traduzidos em meios físicos e digitais, mas não há ainda tradução completa da obra
- (1848) Princípios de Economia Política - em meio físico e digital por Luiz João Baraúna
- (1851) Declaração sobre o Casamento - em meio digital por Maurício Francisco Schiehl
- (1858) A lei da loucura -  em meio digital por Maurício Francisco Schiehl
- (1859) Sobre a Liberdade - várias traduções em meios físicos e digitais
- (1861) Utilitarismo - várias traduções em meios físicos e digitais
- (1861) Considerações sobre o governo representativo - várias traduções em meios físicos
- (1865) Um exame da filosofia do Sr. William Hamilton - excertos traduzidos em meio físico por Luiz João Baraúna
- (1868) Discurso sobre a Pena de Morte -  em meio digital por Maurício Francisco Schiehl
- (1869) A sujeição das mulheres - várias traduções em meios físicos e digitais
- (1873) Autobiografia - várias traduções em meios físicos e digitais
- (1879) Socialismo (livro póstumo não concluído) - várias traduções em meios físicos e digitais

## Edições digitais gratuitas
- MetaLibri Digital Library: Utilitarianismo